# Neporadza (Trenčín)
Neporadza je naseljeno mjesto u okrugu Trenčín u  Trenčínskom kraju u Slovačkoj.

## Stanovništvo
| Godina:     | 1994. | 2004.   | 2014.   | 2024.   |
| ----------- | ----- | ------- | ------- | ------- |
| Broj ljudi: | 835   | 773     | 797     | 802     |
| Razlika:    |       | −7,42 % | +3,10 % | +0,62 % |

| Godina:     | 2023. | 2024.   |
| ----------- | ----- | ------- |
| Broj ljudi: | 794   | 802     |
| Razlika:    |       | +1,00 % |

Prema podacima o broju stanovnika iz 2024. godine naselje je imalo 802 stanovnika.

## Vanjske poveznice
|  | Zajednički poslužitelj ima još gradiva o temi Neporadza (Trenčín) |

- Službena stranica naselja (sl.)